# Bogowarowo
Bogowarowo (ros. Боговарово) – wieś (ros. село, trb. sieło) w rejonie oktiabrskim obwodu kostromskiego Rosji. 
Leży nad rzeką Irdom, 445 kilometrów na północny wschód od Kostromy. Liczy 2,4 tysiąca mieszkańców (2002). 
Początków wsi należy upatrywać w roku budowy pierwszej drewnianej cerkwi - 1784. W 1880 roku postawiono obecną, kamienną cerkiew pw. św. św. Piotra i Pawła. Z tego okresu, według ludowego podania, ma pochodzić nazwa wsi - w trakcie budowy święta ikona wpadła przypadkowo do gara z gorącą wodą. 
We wsi znajduje się lądowisko awionetek.